# Blue Blazes
Blue Blazes és un curtmetratge de comèdia estatunidenc del 1936 dirigit per Raymond Kane i protagonitzat per Buster Keaton.

## Trama
Elmer (Buster Keaton) esdevé bomber, però no és especialment bo. Té l'oportunitat de demostrar-se, però, quan tres dones queden atrapades en un edifici en flames.

## Repartiment
- Buster Keaton com a Elmer
- Arthur L. Jarrett com a cap de bombers
- Marilyn Stuart com a filla rossa del cap
- Rose Kessner com l'esposa del cap
- Patty Wilson com la filla morena del cap